# Achimenes sanguinea
Achimenes sanguinea là một loài thực vật có hoa trong họ Tai voi. Loài này được (hort. ex Hanst.) Regel ex Hanst. mô tả khoa học đầu tiên năm 1856.